# Liste der Universitäten in Thailand

## Öffentlich finanzierte Universitäten
| Name                                                  | Träger     | Typ               | Region    | Provinz             | Bezirk                 | Gründ. | Studenten | Bemerkung |
| ----------------------------------------------------- | ---------- | ----------------- | --------- | ------------------- | ---------------------- | ------ | --------- | --- |
| Universität Kalasin                                   | öffentlich | staatliche U      | Nordosten | Kalasin             | M. Kalasin             | 2015   | 3.169     | Zusammenfassung der Rajabhat-Universität Kalasin (urspr. Gründung 1997) und des Campus Kalasin der Technischen Universität Rajamangala Isan              |
| Universität Maha Sarakham                             | öffentlich | staatliche U      | Nordosten | Maha Sarakham       | Kantharawichai         | 1994   | 45.000    | zuvor Campus der Srinakharinwirot-Universität (urspr. Gründung 1968)                                                                                     |
| Universität Nakhon Phanom                             | öffentlich | staatliche U      | Nordosten | Nakhon Phanom       | M. Nakhon Phanom       | 2005   | 6.842     | Zusammenfassung mehrerer Vorgängereinrichtungen, u. a. Rajabhat-Institut Nakhon Phanom                                                                   |
| Naresuan-Universität                                  | öffentlich | staatliche U      | Norden    | Phitsanulok         | M. Phitsanulok         | 1990   | 24.226    | zuvor Campus der Srinakharinwirot-Universität, davor Pädagogische Hochschule (urspr. Gründung 1968)                                                      |
| Pathumwan Institute of Technology                     | öffentlich | staatliche U      | Bangkok   | Bangkok             | Pathum Wan             | 1999   | 1.307     | zuvor Technische Hochschule, davor Berufsschule (urspr. Gründung 1932)                                                                                   |
| Princess of Naradhiwas-Universität                    | öffentlich | staatliche U      | Süden     | Narathiwat          | M. Narathiwat          | 2003   | 2.789     | Zusammenfassung mehrerer Vorgängereinrichtungen |
| Universität Ubon Ratchathani                          | öffentlich | staatliche U      | Nordosten | Ubon Ratchathani    | Warin Chamrap          | 1990   | 13.000    | zuvor Campus der Universität Khon Kaen (urspr. Gründung 1987)                                                                                            |
| Burapha-Universität                                   | öffentlich | autonome U        | Mitte     | Chon Buri           | M. Chon Buri           | 1990   | 47.865    | zuvor Campus der Srinakharinwirot-Universität, davor Pädagogische Hochschule (urspr. Gründung 1955); weitere Campus in Chanthaburi und Sa Kaeo           |
| Universität Chiang Mai                                | öffentlich | autonome U        | Norden    | Chiang Mai          | M. Chiang Mai          | 1964   | 38.752    | |
| Chulalongkorn-Universität                             | öffentlich | autonome U        | Bangkok   | Bangkok             | Pathum Wan             | 1917   | 37.625    | zuvor Civil Service College, davor Königliche Pagenschule (urspr. Gründung 1899)                                                                         |
| Kasetsart-Universität                                 | öffentlich | autonome U        | Bangkok   | Bangkok             | Chatuchak              | 1943   | 58.764    | zuvor Landwirtschaftsschule (urspr. Gründung 1904); weitere Campus in Kamphaeng Saen, Si Racha, Sakon Nakhon und Suphan Buri                             |
| Universität Khon Kaen                                 | öffentlich | autonome U        | Nordosten | Khon Kaen           | M. Khon Kaen           | 1966   | 40.000    | zuvor Universität des Nordostens und Technische Hochschule Khon Kaen (urspr. Gründung 1962); weiterer Campus in Nong Khai                                |
| Mae Fah Luang-Universität                             | öffentlich | autonome U        | Norden    | Chiang Rai          | M. Chiang Rai          | 1998   | 10.000    | |
| Maejo-Universität                                     | öffentlich | autonome U        | Norden    | Chiang Mai          | San Sai                | 1996   | 12.902    | zuvor Landwirtschaftliche Lehrerbildungs-Anstalt (urspr. Gründung 1934); weitere Campus in Phrae, Chumphon und Uttaradit                                 |
| Mahidol-Universität                                   | öffentlich | autonome U        | Bangkok   | Nakhon Pathom       | Phutthamonthon         | 1943   | 26.605    | zuvor medizinische Hochschule (urspr. Gründung 1888); weitere Campus in Bangkok, Kanchanaburi, Nakhon Sawan und Amnat Charoen                            |
| National Institute of Development Administration      | öffentlich | autonome U        | Bangkok   | Bangkok             | Bang Kapi              | 1966   | 8.614     | Graduierteninstitut (nur Aufbaustudiengänge) |
| Navamindradhiraj-Universität                          | öffentlich | autonome U        | Bangkok   | Bangkok             | Dusit                  | 2010   |           | unter Aufsicht der Stadtverwaltung Bangkok (BMA); zuvor medizinische Hochschule Vajira-Krankenhaus (urspr. Gründung 1985)                                |
| Universität Phayao                                    | öffentlich | autonome U        | Norden    | Phayao              | M. Phayao              | 2010   |           | zuvor Campus der Naresuan-Universität |
| Prince of Songkla-Universität                         | öffentlich | autonome U        | Süden     | Songkhla            | Hat Yai                | 1967   | 40.613    | Weitere Campus in Pattani, Phuket, Trang |
| Prinzessin Galyani Vadhana Institut für Musik         | öffentlich | autonome U        | Bangkok   | Bangkok             | Bang Plat              | 2012   |           | |
| Silpakorn-Universität                                 | öffentlich | autonome U        | Bangkok   | Bangkok             | Taling Chan            | 1943   | 28.000    | zuvor Kunstschule (urspr. Gründung 1939) |
| Srinakharinwirot-Universität                          | öffentlich | autonome U        | Bangkok   | Bangkok             | Watthana               | 1974   | 25.000    | zuvor Pädagogische Hochschule (urspr. Gründung 1949); weiterer Campus in Ongkharak                                                                       |
| Thammasat-Universität                                 | öffentlich | autonome U        | Bangkok   | Bangkok             | Phra Nakhon            | 1934   | 33.509    | weitere Campus in Pathum Thani, Pattaya und Lampang |
| Thaksin-Universität                                   | öffentlich | autonome U        | Süden     | Songkhla            | M. Songkhla            | 1996   | 11.200    | zuvor Campus der Srinakharinwirot-Universität, davor Pädagogische Hochschule (urspr. Gründung 1968); weiterer Campus in Phatthalung                      |
| Walailak-Universität                                  | öffentlich | autonome U        | Süden     | Nakhon Si Thammarat | Tha Sala               | 1992   | 6.881     | |
| Suan Dusit-Universität                                | öffentlich | autonome U        | Bangkok   | Bangkok             | Dusit                  | 2004   | 23.886    | zuvor Rajabhat-Universität Suan Dusit, Rajabhat-Institut, davor Lehrerseminar (urspr. Gründung 1934),                                                    |
| King Mongkut’s Institute of Technology Lat Krabang    | öffentlich | autonome TU       | Bangkok   | Bangkok             | Lat Krabang            | 1960   | 31.896    | weiterer Campus in Chumphon |
| King Mongkut’s University of Technology North Bangkok | öffentlich | autonome TU       | Bangkok   | Bangkok             | Bang Sue               | 2007   | 22.981    | zuvor Technische Hochschule (urspr. Gründung 1959); weitere Campus in Prachin Buri und Rayong                                                            |
| King Mongkut’s University of Technology Thonburi      | öffentlich | autonome TU       | Bangkok   | Bangkok             | Thung Khru             | 1998   | 16.683    | zuvor Technische Hochschule (urspr. Gründung 1960) |
| Suranaree University of Technology                    | öffentlich | autonome TU       | Nordosten | Nakhon Ratchasima   | M. Nakhon Ratchasima   | 1990   | 10.200    | zuvor Fachhochschule (urspr. Gründung 1984) |
| Mahachulalongkornrajavidyalaya-Universität            | öffentlich | autonome buddh. U | Bangkok   | Bangkok             | Phra Nakhon            | 1997   | 11.751    | zuvor buddhistische Hochschule (urspr. Gründung 1896) |
| Mahamakut-Universität                                 | öffentlich | autonome buddh. U | Bangkok   | Bangkok             | Phra Nakhon            | 1997   | 13.911    | zuvor buddhistische Hochschule (urspr. Gründung 1893) |
| Ramkhamhaeng-Universität                              | öffentlich | offene U          | Bangkok   | Bangkok             | Bang Kapi              | 1971   | 600.000   | zulassungsfreie Fernuniversität |
| Offene Universität Sukhothai Thammathirat             | öffentlich | offene U          | Bangkok   | Nonthaburi          | Pak Kret               | 1978   | 169.798   | zulassungsfreie Fernuniversität |
| Rajabhat-Universität Bansomdejchaopraya               | öffentlich | Rajabhat-U        | Bangkok   | Bangkok             | Thonburi               | 2004   | 21.399    | zuvor Rajabhat-Institut, davor Lehrerseminar (urspr. Gründung 1896)                                                                                      |
| Rajabhat-Universität Chandrakasem                     | öffentlich | Rajabhat-U        | Bangkok   | Bangkok             | Chatuchak              | 2004   | 25.971    | zuvor Rajabhat-Institut, davor Lehrerseminar (urspr. Gründung 1940); weiterer Campus in Chainat                                                          |
| Rajabhat-Universität Thonburi                         | öffentlich | Rajabhat-U        | Bangkok   | Bangkok             | Thonburi               | 2004   | 6.215     | zuvor Rajabhat-Institut, davor Lehrerseminar (urspr. Gründung 1948)                                                                                      |
| Rajabhat-Universität Phranakhon                       | öffentlich | Rajabhat-U        | Bangkok   | Bangkok             | Bang Khen              | 2004   | 29.232    | zuvor Rajabhat-Institut, davor Lehrerseminar (urspr. Gründung 1892)                                                                                      |
| Rajabhat-Universität Suan Sunandha                    | öffentlich | Rajabhat-U        | Bangkok   | Bangkok             | Dusit                  | 2004   | 20.770    | zuvor Rajabhat-Institut, davor Lehrerseminar (urspr. Gründung 1937)                                                                                      |
| Rajabhat-Universität Chiang Mai                       | öffentlich | Rajabhat-U        | Norden    | Chiang Mai          | M. Chiang Mai          | 2004   | 27.000    | zuvor Rajabhat-Institut, davor Lehrerseminar (urspr. Gründung 1924)                                                                                      |
| Rajabhat-Universität Chiang Rai                       | öffentlich | Rajabhat-U        | Norden    | Chiang Rai          | M. Chiang Rai          | 2004   | 17.194    | zuvor Rajabhat-Institut (urspr. Gründung 1992) |
| Rajabhat-Universität Kamphaeng Phet                   | öffentlich | Rajabhat-U        | Norden    | Kamphaeng Phet      | M. Kamphaeng Phet      | 2004   | 7.278     | zuvor Rajabhat-Institut, davor Lehrerseminar (urspr. Gründung 1973)                                                                                      |
| Rajabhat-Universität Lampang                          | öffentlich | Rajabhat-U        | Norden    | Lampang             | M. Lampang             | 2004   | 9.368     | zuvor Rajabhat-Institut, davor Lehrerseminar (urspr. Gründung 1971)                                                                                      |
| Rajabhat-Universität Nakhon Sawan                     | öffentlich | Rajabhat-U        | Norden    | Nakhon Sawan        | M. Nakhon Sawan        | 2004   | 11.427    | zuvor Rajabhat-Institut, davor Lehrerseminar (urspr. Gründung 1922); weiterer Campus in Phayuha Khiri                                                    |
| Rajabhat-Universität Phetchabun                       | öffentlich | Rajabhat-U        | Norden    | Phetchabun          | M. Phetchabun          | 2004   | 6.477     | zuvor Rajabhat-Institut, davor Lehrerseminar (urspr. Gründung 1926)                                                                                      |
| Rajabhat-Universität Pibulsongkram                    | öffentlich | Rajabhat-U        | Norden    | Phitsanulok         | M. Phitsanulok         | 2004   | 13.574    | zuvor Rajabhat-Institut (urspr. Gründung 1995) |
| Rajabhat-Universität Uttaradit                        | öffentlich | Rajabhat-U        | Norden    | Uttaradit           | M. Uttaradit           | 2004   | 11.263    | zuvor Rajabhat-Institut, davor Lehrerseminar (urspr. Gründung 1936)                                                                                      |
| Rajabhat-Universität Buriram                          | öffentlich | Rajabhat-U        | Nordosten | Buri Ram            | M. Buri Ram            | 2004   | 10.714    | zuvor Rajabhat-Institut, davor Lehrerseminar (urspr. Gründung 1971)                                                                                      |
| Rajabhat-Universität Chaiyaphum                       | öffentlich | Rajabhat-U        | Nordosten | Chaiyaphum          | M. Chaiyaphum          | 2004   | 6.401     | zuvor Rajabhat-Institut (urspr. Gründung 2001) |
| Rajabhat-Universität Loei                             | öffentlich | Rajabhat-U        | Nordosten | Loei                | M. Loei                | 2004   | 9.348     | zuvor Rajabhat-Institut, davor Lehrerseminar (urspr. Gründung 1973)                                                                                      |
| Rajabhat-Universität Maha Sarakham                    | öffentlich | Rajabhat-U        | Nordosten | Maha Sarakham       | M. Maha Sarakham       | 2004   | 12.074    | zuvor Rajabhat-Institut (urspr. Gründung 1992) |
| Rajabhat-Universität Nakhon Ratchasima                | öffentlich | Rajabhat-U        | Nordosten | Nakhon Ratchasima   | M. Nakhon Ratchasima   | 2004   | 15.000    | zuvor Rajabhat-Institut, davor Lehrerseminar (urspr. Gründung 1914)                                                                                      |
| Rajabhat-Universität Roi Et                           | öffentlich | Rajabhat-U        | Nordosten | Roi Et              | Selaphum               | 2004   | 3.134     | zuvor Rajabhat-Institut (urspr. Gründung 2001) |
| Rajabhat-Universität Sakon Nakhon                     | öffentlich | Rajabhat-U        | Nordosten | Sakon Nakhon        | M. Sakon Nakhon        | 2004   | 10.683    | zuvor Rajabhat-Institut, davor Lehrerseminar (urspr. Gründung 1964)                                                                                      |
| Rajabhat-Universität Sisaket                          | öffentlich | Rajabhat-U        | Nordosten | Si Sa Ket           | M. Si Sa Ket           | 2004   | 6.318     | zuvor Rajabhat-Institut (urspr. Gründung 1994) |
| Rajabhat-Universität Surin                            | öffentlich | Rajabhat-U        | Nordosten | Surin               | M. Surin               | 2004   | 12.088    | zuvor Rajabhat-Institut |
| Rajabhat-Universität Ubon Ratchathani                 | öffentlich | Rajabhat-U        | Nordosten | Ubon Ratchathani    | M. Ubon Ratchathani    | 2004   | 18.658    | zuvor Rajabhat-Institut, davor Lehrerseminar (urspr. Gründung 1947)                                                                                      |
| Rajabhat-Universität Udon Thani                       | öffentlich | Rajabhat-U        | Nordosten | Udon Thani          | M. Udon Thani          | 2004   | 11.239    | zuvor Rajabhat-Institut, davor Lehrerseminar (urspr. Gründung 1923)                                                                                      |
| Rajabhat-Universität Phranakhon Si Ayutthaya          | öffentlich | Rajabhat-U        | Mitte     | Ayutthaya           | Si Ayutthaya           | 2004   | 7.014     | zuvor Rajabhat-Institut, davor Lehrerseminar (urspr. Gründung 1923)                                                                                      |
| Rajabhat-Universität Kanchanaburi                     | öffentlich | Rajabhat-U        | Mitte     | Kanchanaburi        | M. Kanchanaburi        | 2004   | 7.223     | zuvor Rajabhat-Institut, davor Lehrerseminar (urspr. Gründung 1973)                                                                                      |
| Rajabhat-Universität Muban Chom Bueng                 | öffentlich | Rajabhat-U        | Mitte     | Ratchaburi          | Chom Bueng             | 2004   | 6.430     | zuvor Rajabhat-Institut, davor Lehrerseminar (urspr. Gründung 1954)                                                                                      |
| Rajabhat-Universität Nakhon Pathom                    | öffentlich | Rajabhat-U        | Bangkok   | Nakhon Pathom       | M. Nakhon Pathom       | 2004   | 14.796    | zuvor Rajabhat-Institut, davor Lehrerseminar, davor Lehrerinnenschule (urspr. Gründung 1936)                                                             |
| Rajabhat-Universität Phetchaburi                      | öffentlich | Rajabhat-U        | Mitte     | Phetchaburi         | M. Phetchaburi         | 2004   | 10.699    | zuvor Rajabhat-Institut, davor Lehrerseminar (urspr. Gründung 1926)                                                                                      |
| Rajabhat-Rajanagarindra-Universität                   | öffentlich | Rajabhat-U        | Mitte     | Chachoengsao        | M. Chachoengsao        | 2004   | 15.086    | zuvor Rajabhat-Institut, davor Lehrerseminar (urspr. Gründung 1940)                                                                                      |
| Rajabhat-Universität Rambhai Barni                    | öffentlich | Rajabhat-U        | Mitte     | Chanthaburi         | M. Chanthaburi         | 2004   | 7.353     | zuvor Rajabhat-Institut, davor Lehrerseminar (urspr. Gründung 1972)                                                                                      |
| Rajabhat-Universität Thepsatri                        | öffentlich | Rajabhat-U        | Mitte     | Lop Buri            | M. Lop Buri            | 2004   | 13.042    | zuvor Rajabhat-Institut, davor Lehrerseminar, davor Mädchenschule Lop Buri (urspr. Gründung 1920)                                                        |
| Rajabhat-Universität Valaya Alongkorn                 | öffentlich | Rajabhat-U        | Bangkok   | Pathum Thani        | Khlong Luang           | 2004   | 17.234    | zuvor Rajabhat-Institut, davor Lehrerseminar (urspr. Gründung 1932)                                                                                      |
| Rajabhat-Universität Nakhon Si Thammarat              | öffentlich | Rajabhat-U        | Süden     | Nakhon Si Thammarat | M. Nakhon Si Thammarat | 2004   | 9.424     | zuvor Rajabhat-Institut, davor Lehrerseminar (urspr. Gründung 1957)                                                                                      |
| Rajabhat-Universität Phuket                           | öffentlich | Rajabhat-U        | Süden     | Phuket              | M. Phuket              | 2004   | 12.955    | zuvor Rajabhat-Institut, davor Lehrerseminar (urspr. Gründung 1971)                                                                                      |
| Rajabhat-Universität Songkhla                         | öffentlich | Rajabhat-U        | Süden     | Songkhla            | M. Songkhla            | 2004   | 13.326    | zuvor Rajabhat-Institut, davor Lehrerseminar (urspr. Gründung 1919)                                                                                      |
| Rajabhat-Universität Surat Thani                      | öffentlich | Rajabhat-U        | Süden     | Surat Thani         | M. Surat Thani         | 2004   | 18.143    | zuvor Rajabhat-Institut, davor Lehrerseminar (urspr. Gründung 1973)                                                                                      |
| Rajabhat-Universität Yala                             | öffentlich | Rajabhat-U        | Süden     | Yala                | M. Yala                | 2004   | 8.633     | zuvor Rajabhat-Institut, davor Lehrerseminar (urspr. Gründung 1934)                                                                                      |
| Technische Universität Rajamangala Isan               | öffentlich | Rajamangala-TU    | Nordosten | Nakhon Ratchasima   | M. Nakhon Ratchasima   | 2005   | 20.142    | zuvor Rajamangala-Institut für Technologie, davor Fachhochschule (urspr. Gründung 1955); weitere Campus in Khon Kaen und Surin                           |
| Technische Universität Rajamangala Krungthep          | öffentlich | Rajamangala-TU    | Bangkok   | Bangkok             | Sathon                 | 2005   | 12.136    | zuvor Rajamangala-Institut für Technologie, davor Fachhochschule (urspr. Gründung 1951)                                                                  |
| Technische Universität Rajamangala Lanna              | öffentlich | Rajamangala-TU    | Norden    | Chiang Mai          | Doi Saket              | 2005   | 20.708    | zuvor Rajamangala-Institut für Technologie, davor Fachhochschule (urspr. Gründung 1956); weitere Campus in Chiang Rai, Lampang, Nan, Phitsanulok und Tak |
| Technische Universität Rajamangala Phra Nakhon        | öffentlich | Rajamangala-TU    | Bangkok   | Bangkok             | Dusit                  | 2005   | 10.741    | zuvor Rajamangala-Institut für Technologie, davor Handelshochschule (urspr. Gründung 1901)                                                               |
| Technische Universität Rajamangala Rattanakosin       | öffentlich | Rajamangala-TU    | Bangkok   | Nakhon Pathom       | Phutthamonthon         | 2005   | 9.735     | zuvor Rajamangala-Institut für Technologie, davor Oberschule (urspr. Gründung 1912); weitere Campus in Bangkok und Hua Hin                               |
| Technische Universität Rajamangala Srivijaya          | öffentlich | Rajamangala-TU    | Süden     | Songkhla            | M. Songkhla            | 2005   | 13.550    | zuvor Rajamangala-Institut für Technologie, davor Fachhochschule (urspr. Gründung 1953); weitere Campus in Nakhon Si Thammarat und Trang                 |
| Technische Universität Rajamangala Suvarnabhumi       | öffentlich | Rajamangala-TU    | Mitte     | Ayutthaya           | Si Ayutthaya           | 2005   | 12.098    | zuvor Rajamangala-Institut für Technologie, davor Fachhochschule (urspr. Gründung 1975)                                                                  |
| Technische Universität Rajamangala Tawan-ok           | öffentlich | Rajamangala-TU    | Mitte     | Chon Buri           | Si Racha               | 2005   | 10.895    | zuvor Rajamangala-Institut für Technologie, davor landwirtsch. Hochschule (urspr. Gründung 1957); weitere Campus in Bangkok und Chanthaburi              |
| Technische Universität Rajamangala Thanyaburi         | öffentlich | Rajamangala-TU    | Bangkok   | Pathum Thani        | Khlong Luang           | 2005   | 24.312    | zuvor Rajamangala-Institut für Technologie (urspr. Gründung 1975)                                                                                        |

### Institute
Staatliche Institute
- Civil Aviation Training Center, Bangkok
- Thailand National Sports University, Bangkok
- Praboromarajchanok Institute, Nonthaburi

### Graduiertenschulen
- Joint Graduate School of Energy and Environment (JGSEE)

## Private Universitäten
- Asian Institute of Technology (AIT), Bangkok / Pattaya (Zulassung nicht durch Commission for Higher Education, sondern durch zwischenstaatlichen Vertrag)
- Asian University (früherer Name: Asian University of Science and Technology), Chonburi
- Asia-Pacific International University (vormals Mission College), Saraburi
- Assumption-Universität (zuvor Assumption Business Administration College, kurz ABAC), Bangkok
- Universität Bangkok
- Bangkok-Thonburi University
- Chaophraya-Universität, Nakhon Sawan
- Christian University, Nakhon Pathom
- Chulabhorn Graduate Institute (zum Chulabhorn-Forschungsinstitut)
- Eastern Asia University, Pathum Thani
- The Eastern University of Management and Technology (vormals North Eastern Polytechnic College), Ubon Ratchathani
- Far Eastern University, Chiang Mai
- Universität Hat Yai
- Huachiew Chalermprakiet-Universität, Samut Prakan
- Kasem-Bundit-Universität, Bangkok
- Krirk-Universität, Bangkok
- Mahanakorn University of Technology, Bangkok
- Nation-Universität (vormals Yonok-Universität), Bangkok
- North Bangkok University
- North-Chiang Mai University
- North Eastern University, Khon Kaen
- Universität Pathum Thani
- Payap-Universität, Chiang Mai
- Phakklang University, Nakhon Sawan
- Universität Phitsanulok
- Rajapark Institute
- Universität Rangsit, Pathum Thani
- Ratchathani University, Ubon Ratchathani
- Rattana Bundit University, Bangkok
- Saint John’s University
- Shinawatra-Universität, Pathum Thani
- Siam-Universität, Bangkok
- South-East Asia University, Bangkok
- Sripatum-Universität, Bangkok
- St. John’s University, Bangkok
- Stamford International University, Phetchaburi
- Tapee University, Surat Thani
- Thonburi University (vormals Thonburi College of Technology), Bangkok
- Universität der thailändischen Handelskammer (University of the Thai Chamber of Commerce), Bangkok
- Thurakit-Bandit-Universität (Eigenschreibung Dhurakij Pundit), Bangkok
- Vongchavalitkul-Universität, Nakhon Ratchasima
- Webster-Universität Thailand, Phetchaburi
- Western University (vormals Nivadhana University), Kanchanaburi
- Yala Islamic University

Zulassung entzogen
- Esarn University (vormals Bundit Boriharn Thurakit College), im Oktober 2012 wegen Verkaufs von Diplomen geschlossen
- Internationale Universität Sirin Siam[2]

## Private Hochschulen
- College of Asian Scholars, Khon Kaen
- Bangkok Suvarnabhumi College
- Chalermkarnchana College, Si Saket
- Chiangrai College
- Dusit Thani College, Bangkok
- Internationale Buddhistische Universität, Songkhla
- Lampang Inter-Tech College
- Lumnamping-College, Tak
- Nakhon Ratchasima College
- Phanomwan College of Technology, Nakhon Ratchasima
- Pitchayabundit College, Nong Bua Lamphu
- Ratchaphruek College, Nonthaburi
- Saengtham College, Nakhon Pathom
- Saint Louis College, Bangkok
- St. Theresa International College, Nakhon Nayok
- Santapol College, Udon Thani
- Siam Technology College, Bangkok
- Southeast Bangkok College
- Southern College of Technology, Nakhon Si Thammarat
- Srisophon College, Nakhon Si Thammarat
- Thongsuk College, Bangkok

## Sonstige Institute
- Thai-Nichi-Institut für Technologie, Bangkok
- Thailand Graduate Institute of Science and Technology (TGIST)
- LAOTSE
- Greater Mekong Sub-region Academic and Research Network
- Königliche Chulachomklao-Militärakademie
- Boromarajonani College of Nursing
- Royal Thai Navy Academy

## Ranking
Beim QS University Ranking Asia 2015 schnitten thailändische Universitäten folgendermaßen ab:
| Rang national | Rang Asien | Universität                                      | Gesamt- punktzahl |
| 1             | 44         | Mahidol-Universität                              | 72,6              |
| 2             | 53         | Chulalongkorn-Universität                        | 67,8              |
| 3             | 99         | Universität Chiang Mai                           | 52,9              |
| 4             | 143        | Thammasat-Universität                            | 43,5              |
| 5–7           | 171–180    | Kasetsart-Universität                            | n.v.              |
| 5–7           | 171–180    | Universität Khon Kaen                            | n.v.              |
| 5–7           | 171–180    | King Mongkut’s University of Technology Thonburi | n.v.              |
| 8             | 191–200    | Prince of Songkla-Universität                    | n.v.              |
| 9–11          | 251–300    | Burapha-Universität                              | n.v.              |
| 9–11          | 251–300    | Naresuan-Universität                             | n.v.              |
| 9–11          | 251–300    | Srinakharinwirot-Universität                     | n.v.              |

## Bemerkungen
1. 1 2 3 4 5 6 7 8 9 10 11 12 13 14 15 16 17 18 19 20 21 22 23 24 25 26 27 28 29 30 31 32 33 34 35 36 37 38 39 40 41 42 43 44 45 46 47 48 49 50 51 52 53 54 55 56 57 58  Number of total enrollments classified by type of institution and level of education in academic year 2008 (Seite nicht mehr abrufbar, festgestellt im April 2019. Suche in Webarchiven)  Info: Der Link wurde automatisch als defekt markiert. Bitte prüfe den Link gemäß Anleitung und entferne dann diesen Hinweis., Office of the Higher Education Commission, 2010.
2. ↑  Diese Universitäten werden nicht (oder nicht mehr) auf der Liste der Universitäten (Memento des Originals vom 1. Februar 2014 im Internet Archive)  Info: Der Archivlink wurde automatisch eingesetzt und noch nicht geprüft. Bitte prüfe Original- und Archivlink gemäß Anleitung und entferne dann diesen Hinweis. der Commission for Higher Education geführt.
3. ↑  QS University Rankings: Asia 2015, Filter: Thailand.